# $tamina Szn
$tamina Szn er den anden EP af den danske musiker ICEKIID, der blev udgivet den 3. maj 2019 via Sony Music og Cannibal Records.

## Spor
| 1.    | "Stamina"                      | Slow-Mo, Mo The Producer | 2:43 |
| 2.    | "Dengang"                      | HARM                     | 2:27 |
| 3.    | "Kong Midas"                   | Mo The Producer, Slow-Mo | 2:49 |
| 4.    | "Island Gyal"                  | Slow-Mo, Mo The Producer | 3:00 |
| 5.    | "Øjne På Mig" (featuring Kesi) | HARM                     | 2:46 |
| 6.    | "Kamehameha"                   | Okay Funky               | 2:39 |
| 16:26 |                                |                          |      |

## Hitlister

### Ugentlige hitlister
| Hitliste (2019)        | Højeste placering |
| ---------------------- | ----------------- |
| Danmark (Album Top 40) | 8                 |